# Lessertina
Lessertina là một chi nhện trong họ Corinnidae.

## Các loài
- Lessertina capensis Haddad, 2014
- Lessertina mutica Lawrence, 1942